# Service Action
Il service Action (SA) è un'unità militare segreta francese posta sotto il comando operativo della direction des opérations (DO) della Direction générale de la sécurité extérieure (DGSE).
La maggior parte delle informazioni riguardanti questa unità sono classificate come segrete, con eccezioni, e le azioni della SA non sono commentate né dal Presidente della Repubblica francese né dal Ministero della difesa. Contrariamente al Commandement des opérations spéciales, il SA conduce azioni che non possono essere reclamate dal governo francese.
Il suo quartier generale è situato nel Fort de Noisy a Romainville.

## Missione
Il SA compie operazioni speciali all'estero, in particolare è incaricato di pianificare e attuare operazioni clandestine nel quadro della lotta contro il terrorismo. Queste attività possono essere di due tipi:
- Operazioni "arma", inerenti al sabotaggio e alla distruzione di materiale
- Operazioni "homo", inerenti all'assassinio o alla rimozione di persone.

Il service Action è anche impiegato per infiltrare o esfiltrare clandestinamente delle persone (agenti, personalità, ex-ostaggi ecc.) di un Paese. Può ugualmente contribuire all'ottenimento di informazioni d'intelligence per la cattura di un materiale sensibile.
Il SA compie missioni di valutazione della sicurezza di siti sensibili come le centrali nucleari di Électricité de France, come anche di strutture militari come installazioni di riparazione dei sottomarini nucleari della Île Longue nella Rada di Brest.

## Organizzazione
Il personale è inquadrato amministrativamente nel 44e régiment d'infanterie, con sede a Saran, che funge da ente di supporto per i militari assegnati alla DGSE.
Il service Action è comandato da uno stato maggiore interforze ed è costituito da tre unità dell'esercito, uno squadrone dell'aeronautica e un'unità della marina nazionale.
Il Centre d'instruction des réservistes parachutistes (CIRP) è lo stato maggiore che comanda le tre unità dell'esercito:
- Il Centre parachutiste d'entraînement spécialisé (CPES), situato a Cercottes, attivo nella formazione degli agenti destinati a operare in zone normalizzate
- Il Centre parachutiste d'instruction spécialisée (CPIS), situato a Perpignano e successore del Centre d'entraînement à la guerre spéciale (CEGS), impiegato per la formazione degli agenti destinati a operare nelle zone di crisi
- Il Centre parachutiste d'entraînement aux opérations maritimes (CPEOM) a Quélern, successore del Centre d'instruction des nageurs de combat (CINC) di Aspretto che raggruppa i sommozzatori.[9]

Il servizio dispone inoltre, per il supporto aereo delle operazioni clandestine, di un'unità della Armée de l'air chiamata Groupe aérien mixte 56 Vaucluse (GAM 56). Con il quartier generale alla base aerea di Évreux, la GAM 56 è dotata di elicotteri Eurocopter EC 725 e aerei da trasporto tattico di tipo Transall e Twin Otter.
L'unità della Marine nationale è dotata della nave Alizé per il supporto subacqueo.

## Storia

### Guerre di decolonizzazione
Alla sua creazione, il Service de documentation extérieure et de contre-espionnage (SDECE) non possedeva un servizio d'azione e il suo direttore generale Henri Ribière pareva riluttante a istituirne uno, ma su insistenza dello stato maggiore dell'esercito, il service Action venne presto creato nel 1946 sotto il nome di "service 29" e posto direttamente sotto la direzione generale. Di ritorno dall'estremo oriente, il colonnello Jacques Morlanne creò, a partire da un documento su tutti gli ex volontari speciali delle unità aviotrasportate, il nuovo service Action del SDECE. Agli inizi del 1946, inviò il capitano Mautaint a Mont-Louis per guidare e addestrare il nuovo 11e bataillon parachutiste de choc, braccio armato del service Action del SDECE. Prima di andare a Mont-Louis, Mautaint compilò numero note sull'insegnamento ricevuto al Special Operations Executive britannico per preparare i futuri agenti del service Action.
Il capitano Paul Aussaresses, che succedette Mautaint al service Action a luglio del 1947 mentre gli effettivi aumentavano, ricevette la missione di Morlane di:
Al suo ritorno dall'Indocina nel 1952, Aussaresses venne incaricato da Morlane di eliminare i sostenitori della ribellione algerina:
L'11e BPC si fuse con il 12e BPC di Calvi nell'ottobre del 1955 per dare vita alla 11e demi-brigade parachutiste de choc (11e DBPC), incaricata di guidare un gran numero di operazioni nel contesto della guerra d'Algeria. Il 16 aprile 1956 venne creato il Centre d'instruction des nageurs de combat (CINC), integrato nella 11e DBPC. Il 26 ottobre 1960, il CINC venne trasferito alla base dell'aeronautica navale di Aspretto in Corsica. Il CINC è l'unita dei sommozzatori della DGSE e la loro formazione è garantita dai corsi della marina a Saint-Mandrier-sur-Mer. Dopo il ritorno al potere del generale Charles de Gaulle nel 1958, il SDECE venne riorganizzato e il service Action divenne il service VIII.
Secondo Constantin Melnik, all'epoca supervisore delle azioni dei servizi segreti e delle informazioni per il primo ministro Michel Debré, il service Action del SDECE, considerando il solo 1960, aveva assassinato 135 persone (tra cui numerosi trafficanti d'armi che rifornivano il Fronte di Liberazione Nazionale algerino, uccisi dalla Main rouge), affondato sei navi e distrutto dieci aerei.

### Guerra fredda
La 11e DBPC fu sciolta il 31 dicembre 1963 dopo la fine della guerra d'Algeria, e le sue missioni furono riprese in parte dai soldati del 13e régiment de dragons parachutistes (13e RDP) e del GO (gruppo operativo) del 1er régiment de parachutistes d'infanterie de marine (1er RPIMA), generalmente per le operazioni contro le guerriglie marxiste in Africa.
Nel settembre 1970, una dozzina di soldati dei futuri Recces sudafricani ricevettero la loro prima formazione a Cercottes e al centro d'istruzione dei sommozzatori in Corsica. Da allora in poi, i sudafricani vengono formati dalla SAS e dai Selous Scouts della Rhodesia.
Alla fine del 1970, la SDECE venne riorganizzata intorno a due poli, la Direction de l'infrastructure et des moyens (DIM) e la Direction du Renseignement (DR), e il service Action formò il servizio R1. Il service Action, notevolmente ridotto dopo lo scioglimento della 11e DBPC, venne rinforzato a partire dal 1971 sotto la direzione di Alexandre de Marenches. Nel febbraio del 1979, in vista di una nuova riorganizzazione del SDECE, venne posto direttamente sotto la direzione generale.
Il service Action del SDECE francese aiutò l'UNITA nel corso della guerra civile in Angola. L'abbattimento di un Mil Mi-8 nel 1980 sarebbe stato orchestrato proprio al SA.
A luglio del 1981, il nuovo direttore Pierre Marion supervisionò una nuova riorganizzazione del SDECE in divisioni, dove il SA venne rinominato "division Action" (DA). Nel 1983, in seguito ad un'ulteriore riorganizzazione, la DA ridivenne il service Action posto sotto alla direzione della ricerca.
La division Action non ottenne i favori del governo socialista di François Mitterrand, a causa dei fallimenti in Libano in risposta all'attentato di Drakkar nel 1983, nel sabotaggio della Rainbow Warrior di Greenpeace avvenuto il 10 luglio 1985 e nella relativa questione della "époux Turenge".
Questa questione ebbe due conseguenze importanti: innanzitutto, venne sciolto il CINC e la sua missione affidata al Centre parachutiste d'entraînement aux opérations maritimes (CPEOM) a Quélern in Bretagna, ma questa ristrutturazione frettolosa degradò le capacità dei sommozzatori della DGSE e le condizioni di sicurezza intorno alla base della île Longue (base dei sottomarini lanciamissili balistici della Force océanique stratégique) ridussero in maniera significativa le occasioni d'addestramento per le immersioni subacquee.
Il 1 novembre 1985, l'11e BPC venne ricreata con il nome dell'11e régiment parachutiste de choc (11e RPC o 11e choc), con base a Cercottes nel CIRP (Centre d'instruction des réserves parachutistes) e riprese le tradizioni della 11e DBPC. La 11e choc partecipò all'assalto ad Ouvéa del 5 maggio 1988, durante il quale due dei suoi uomini, l'aiutante Régis Pedrazza e il soldato Jean-Yves Véron, furono uccisi.
A luglio del 1989, Claude Silberzahn lanciò una nuova riorganizzazione della DGSE, ormai divisa in cinque direzioni. Venne creata la Direction des Opérations (DO) per gestire il service Action e dei servizi di raccolta di informazioni d'origine operativa.

### Dopo la guerra fredda
Nel 1992, venne mantenuta l'11e RPC nonostante le riforme dei servizi d'informazione e delle forze speciali successive alla fine della guerra fredda, e venne creato il Commandement des opérations spéciales (COS), nel quale la "11e choc" non venne integrata.
L'11e RPC fu sciolta il 30 giugno 1993 con molta riservatezza, e le sue funzioni furono riprese da tre centri di formazione: il Centre parachutiste d'entraînement spécialisé (CPES) di Cercottes, il Centre parachutiste d'instruction spécialisée (CPIS) di Perpignano, e il Centre parachutiste d'entraînement aux opérations maritimes (CPEOM) di Quélern.
Dopo il rapimento di tre persone, il francese Jean-Michel Braquet, il britannico Mark Slater e l'australiano David Wilson, da parte degli Khmer rossi in Cambogia nel 1994, il service Action preparò un intervento in cooperazione con lo Special Air Service (SAS) britannico e australiano ma gli ostaggi furono uccisi prima.
Nel 2006, un sottoufficiale del SA venne ucciso a Bassora in Iraq ed un altro agente rimase gravemente ferito. In base alle fonti vicine al ministero, la loro missione consisteva nel proteggere il personale consolare francese e ad ottenere delle informazioni "tradizionali". Secondo Le Figaro, il SA era stato incaricato di recuperare gli ostaggi francesi Christian Chesnot, Georges Malbrunot e Florence Aubenas, una missione conclusasi con successo.
Nel 2008, nel golfo di Aden al largo della Somalia, il service Action prese parte alla liberazione degli ostaggi nel veliero da crociera Le Ponant in prossimità della Alizé, dal quale uscirono i sommozzatori della DGSE. La rivista Le Point scrisse che il SA aveva solamente partecipato all'intercettazione delle comunicazioni ma il ministero rifiutò di commentare tali accuse. Il 16 aprile, due aerei del GAM 56 furono ripresi da dei giornalisti sulle piste dell'aeroporto di Gibuti.
I servizi segreti partecipanti all'intervento militare in Libia del 2011 prepararono e inquadrarono lo sbarco su una spiaggia di Tripoli, il 20 agosto 2011, all'inizio della seconda battaglia di Tripoli contro i comandi insorti da Misurata. Questa operazione del service Action e dello Special Air Service britannico fu gestita con il Qatar e probabilmente anche con gli Emirati Arabi Uniti.
Il 17 gennaio 2012, in occasione della celebrazione del 70º anniversario della creazione del Bureau central de renseignements et d'action (BCRA), la bandiera del 44º reggimento di fanteria, unità di supporto della DGSE, e i gagliardetti del CPIS, del CPES e del CPEOM sono stati decorati con la Croce del Valore militare e con la palma di bronzo. Il 31 maggio 2012, anche il gagliardetto del Groupe aérien « Vaucluse » ha ricevuto la Croce del Valore militare con una palma, dalle mani del capo di stato maggiore della Armée de l'air.
Il 12 gennaio 2013, la DGSE lanciò una missione in Somalia per liberare il suo agente Denis Allex, detenuto per tre anni, ma l'operazione terminò con un fallimento: l'ostaggio morì nel corso della missione, e due militari del service Action morirono durante l'assalto. Diciassette militanti di Al-Shabaab furono uccisi durante l'azione.
Il 17 luglio 2016, tre sottufficiali francesi appartenenti al service Action morirono in servizio dopo lo schianto del loro elicottero in Libia.

## Forze simili in altri Paesi
- Stati Uniti: Special Activities Division (CIA), unità civile-militare segreta (definita "paramilitare" dalla CIA) formata da agenti reclutati internamente operanti in collaborazione con il SEAL Team 6
- Regno Unito: E Squadron (in precedenza The Increment), unità segreta delle forze speciali britanniche distaccata dal Secret Intelligence Service
- Russia: Zaslon (Заслон), unità segreta dello Služba vnešnej razvedki formata nel 1998
- Israele: Kidon (כידון), servizio d'azione del Mossad.